# دونالد فرازير
دونالد فرازير (بالإنجليزية: Donald Fraser)‏ هو سياسي أمريكي، ولد في 21 مايو 1927 في بيريسبورغ في الولايات المتحدة، وتوفي في 28 ديسمبر 2010 في فورت مايرز في الولايات المتحدة. حزبياً، نشط في الحزب الجمهوري. وقد انتخب عضو مجلس نواب أوهايو.